# Beyond the Wall
Beyond the Wall EP je njemačkog power metal-sastava Rage. Diskografska kuća Noise Records objavila ga je 26. listopada 1992. Pjesme "Bury All Life" i "I Want You" pojavile su se na reizdanju albuma Trapped! iz 2002., a pjesme "On the Edge", "Dust" i "The Body Talks" na reizdanju albuma Execution Guaranteed. 

## Popis pjesama
| 1.    | »Bury All Life«                                     | 5:35 |
| 2.    | »On the Edge«                                       | 4:15 |
| 3.    | »I Want You«                                        | 3:42 |
| 4.    | »(Those, Who Got) Nothing to Lose«                  | 4:16 |
| 5.    | »Last Goodbye«                                      | 4:23 |
| 6.    | »Light into the Darkness« (akustična verzija uživo) | 5:40 |
| 27:51 |                                                     |      |

| Bonus pjesme na japanskom izdanju | Bonus pjesme na japanskom izdanju | Bonus pjesme na japanskom izdanju | Bonus pjesme na japanskom izdanju | Bonus pjesme na japanskom izdanju | Bonus pjesme na japanskom izdanju | Bonus pjesme na japanskom izdanju | Bonus pjesme na japanskom izdanju | Bonus pjesme na japanskom izdanju | Bonus pjesme na japanskom izdanju |
| Br.                               | Skladba                           | Trajanje                          |                                   |                                   |                                   |                                   |                                   |                                   |                                   |
| --------------------------------- | --------------------------------- | --------------------------------- | --------------------------------- | --------------------------------- | --------------------------------- | --------------------------------- | --------------------------------- | --------------------------------- | --------------------------------- |
| 7.                                | »Dust« (akustična verzija)        | 4:24                              |                                   |                                   |                                   |                                   |                                   |                                   |                                   |
| 8.                                | »Beyond the Wall of Sleep«        | 4:04                              |                                   |                                   |                                   |                                   |                                   |                                   |                                   |
| 36:19                             |                                   |                                   |                                   |                                   |                                   |                                   |                                   |                                   |                                   |

## Osoblje
| Rage - Peter "Peavy" Wagner – vokal, bas-gitara, akustična gitara, produkcija - Manni Schmidt – gitara, akustična gitara, prateći vokal - Chris Efthimiadis – bubnjevi | Ostalo osoblje - Sven Conquest – produkcija, inženjer zvuka, miks - Karl-U. Walterbach – izvršna produkcija - Bobby Bachinger – mastering - Manfred Eisenblatter – fotografije - Peter Vahlefeld – umjetnički smjer - Andreas Marschall – naslovnica albuma |